# Innocenty (Tichonow)
Innocenty, imię świeckie Boris Dmitrijewicz Tichonow (ur. 10 maja?/22 maja 1889 w Irkucku, zm. w lipcu 1937) – biskup, następnie arcybiskup Rosyjskiego Kościoła Prawosławnego, rozstrzelany w czasie stalinowskiej wielkiej czystki.

## Życiorys
Ukończył seminarium duchowne w Tomsku, następnie uzyskał tytuł kandydata teologii w Petersburskiej Akademii Duchownej. Równolegle studiował archeologię. W 1913 złożył śluby zakonne równocześnie ze święceniami kapłańskimi. W czasie I wojny światowej był kapelanem frontowym, następnie wrócił do Piotrogrodu, gdzie w 1917 został mnichem w Ławrze św. Aleksandra Newskiego oraz czynnym działaczem cerkiewnego bractwa św. Aleksandra Newskiego. Pracę duchowną łączył z działalnością uniwersytecką, badał historię kultury materialnej Rusi.
W 1921 otrzymał godność archimandryty, w roku następnym metropolita piotrogrodzki Beniamin wyświęcił go na biskupa pomocniczego eparchii piotrogrodzkiej z tytułem biskupa ładoskiego. 1 czerwca 1922 został aresztowany przez GPU pod pretekstem prowadzenia działalności kontrrewolucyjnej i zesłany do guberni archangielskiej, a następnie do Turkiestanu. Wrócił do Leningradu w 1925 i w tym samym roku został zatrzymany ponownie pod zarzutem rozprowadzania literatury antyrewolucyjnej. Został zesłany na trzy lata w okolice Norylska, po odbyciu kary zamieszkał w Archangielsku.
W 1930 został mianowany biskupem błagowieszczeńskim, jednak odmówił objęcia urzędu. W grudniu 1931 został aresztowany po raz trzeci i otrzymał wyrok trzech lat łagru, skrócony z uwagi na zły stan zdrowia. W październiku 1933 został biskupem pomocniczym eparchii nowogrodzkiej, następnie w styczniu 1937 arcybiskupem Charkowa. Przeniesiony w marcu 1937 na katedrę arcybiskupa winnickiego.
Cztery miesiące później został aresztowany przez NKWD i rozstrzelany w nieznanym miejscu.